# Fear Those Who Fear Him
«Fear Those Who Fear Him» — третій студійний альбом гурту Vallenfyre, представлений 2 червня 2017 року.

## Список композицій
Під час запису альбому, на ударних, вперше було задіяно Валтері Вайрінена, котрий змінив Адріана Ерландсона. Перед релізом попередньо було видано відеокліп на композицію «An Apathetic Grave». За характеристикою самого Макінтоша:
| #     | Назва                   | Тривалість |
| ----- | ----------------------- | ---------- |
| 1.    | «Born to Decay»         | 01:48      |
| 2.    | «Messiah»               | 02:00      |
| 3.    | «Degeneration»          | 03:10      |
| 4.    | «An Apathetic Grave»    | 05:54      |
| 5.    | «Nihilist»              | 01:56      |
| 6.    | «Amongst the Filth»     | 03:26      |
| 7.    | «Kill All Your Masters» | 02:09      |
| 8.    | «The Merciless Tide»    | 05:15      |
| 9.    | «Dead World Breathes»   | 00:40      |
| 10.   | «Soldier of Christ»     | 03:12      |
| 11.   | «Cursed from the Womb»  | 06:41      |
| 12.   | «Temple of Rats»        | 02:49      |
| 39:00 |                         |            |

## Склад на момент запису
- Грегор Макінтош — вокал, гітара
- Хеміш Гленкрос — гітара
- Валтері Вайрінен — ударні